# Санкт-петербурзький парадокс
Санкт-Петербурзький парадокс — математична задача, що ілюструє розбіжність математичного очікування виграшу з його «здоровою» оцінкою гравців.
Таким чином, Санкт-Петербурзький парадокс полягає в тому, що очікуваний грошовий виграш в грі нескінченний, проте більшість людей ухилиться від участі в ній.  У питанні «Чому так відбувається?»  і полягає цей феномен.

## Формулювання парадоксу
Нехай казино проводить таку гру: вступаючи в гру, гравець платить деяку суму, а потім підкидає монету (імовірність кожного результату— 50 %), поки не випаде орел. При випаданні орла гра закінчується, а гравець отримує виграш, розрахований за наступними правилами: якщо орел випав при першому підкиданні, гравець отримує 20, при другому підкиданні — 21 і так далі: при n-ному підкиданні — 2n-1. Іншими словами, виграш зростає від підкидання до підкидання вдвічі, пробігаючи по ступенях двійки — 1, 2, 4, 8, 16, 32 і так далі.
Задача: Який вступний внесок повинно взяти казино з гравця, щоб не залишитися в програші?
Відповідь: Нескінченно великий.
Математичне сподівання суми, яку повинно виплатити казино:
{\displaystyle \langle S\rangle ={\frac {1}{2}}+{\frac {2}{4}}+\ldots +{\frac {2^{n-1}}{2^{n}}}+\ldots =\infty }

## Історія виникнення
Парадокс був вперше опублікований Даніелем Бернуллі у 1738 році в «Коментарях Санкт-Петербурзької Академії». Раніше ситуація була описана племінником Данила, Миколою Бернуллі, в його листуванні з французьким математиком П'єром Монмором (Pierre Rémond de Montmort).